# Fabio Ruini
Fabio Ruini (Reggio Emilia, 10 gennaio 1980) è un ex cestista italiano, playmaker di 186 cm.

## Carriera
Ruini è cresciuto nel vivaio della Virtus Bologna con cui ha fatto anche il proprio debutto in Serie A1. Nel 2000 scende in terza serie a Treviglio, due anni più tardi passa al Basket Club Ferrara in Legadue dove rimane per poco più di una stagione e mezzo. Nel febbraio 2004 si trasferisce alla Virtus 1934 Bologna, società da non confondere con la Virtus Pallacanestro Bologna di Claudio Sabatini: infatti dopo l'esclusione della vecchia Virtus dalla Serie A (estate 2003) ci furono sostanzialmente due squadre a contendersi il ruolo di erede, con la Virtus 1934 che scomparve dopo due stagioni in B1. Con la Virtus 1934 Ruini disputa anche la stagione 2004-05.
La sua carriera è proseguita a Fabriano dove ha giocato altri tre anni in Legadue, rimanendo nella stessa categoria anche con le esperienze a Roseto e Scafati. Nel 2010-11 è di scena a Latina, squadra neoretrocessa in terza serie. L'annata seguente lo vede conquistare la promozione in Serie A insieme alla Pallacanestro Reggiana, ma pur cambiando squadra gioca nella massima serie con i colori della Vanoli Cremona partendo comunque dalla panchina.
Nel novembre 2013 scende a Lugo in DNB, quarta serie nazionale. Nell'estate del 2017, dopo un trascorso a Recanati e Falconara, si trasferisce al Campetto Basket Ancona a seguito dell'unione con la Stamura, contribuendo alla promozione della squadra anconetana in Serie B, lasciando la propria impronta con le sue giocate da atleta di categoria superiore sia durante i playoff regionali che al Concentramento di Ferentino.

## Palmarès
- Campionato italiano: 1

Virtus Bologna: 1997-98
- Coppa Italia: 1

Virtus Bologna: 1999